# گیلدن (دهانه)
گیلدن یک دهانه برخوردی در ماه است. که علت وقوع آن ممکن است برخورد شهاب سنگ باشد.